# 無有害作用量
無有害作用量（むゆうがいさようりょう）または無毒性量（むどくせいりょう）(英: No observable adverse effect level, 略: NOAEL)とは暴露群と適切な対照と比較したとき、量的あるいは質的な悪影響（例えば形態学的、機能的能力、成長、寿命の変化）が生物学的あるいは統計学的に有意差を持たないと認められる実験や観察により得られた生体の暴露量を意味する。類似の概念で無影響量（英: No observable effect level, 略: NOEL）というものもあり、「影響がないわけでないが悪影響ではない」という意味で区別する場合もある。
毒性学では特に悪影響が認められない物質（化学物質など）や因子（放射線など）の最大の濃度や量であり、それを越えると悪影響が生じる濃度や量を意味する。
無有害作用量はリスクアセスメントの手順の基本である用量反応関係の確立過程で用いられることがある。

## 例
アメリカ食品医薬品局 (FDA) による、ある薬剤のラットでの2年間の発癌性試験では、「200mg/kg/日」群で甲状腺癌が有意に発現したが、「50mg/kg/日」群では非有意であった。
従って、NOAELは「50mg/kg/日」となる。
ヒト等価用量換算
ラット用量は6.2で除算するとヒト相当用量となる。よって上記の場合、ヒト等価用量(HED)は「約8mg/kg/日」となり、臨床用量（200mg/日≒3.3mg/kg/日）の約2.5倍であることが分かる。